# 제43회 대종상
제43회 대종상은 2006년 7월 21일에 열린 시상식이다.

## 수상 및 후보

### 최우수작품상
- 왕의 남자 - 이준익 수상
- 태풍 - 곽경택
- 웰컴 투 동막골 - 배종
- 친절한 금자씨 - 박찬욱
- 너는 내 운명 - 박진표

### 감독상
- 왕의 남자 - 이준익 수상
- 태풍 - 곽경택
- 내 생애 가장 아름다운 일주일 - 민규동
- 친절한 금자씨 - 박찬욱
- 너는 내 운명 - 박진표

### 시나리오상
- 왕의 남자 - 최석환 수상
- 태풍 - 곽경택
- 웰컴 투 동막골 - 배종
- 음란서생 - 김대우
- 내 생애 가장 아름다운 일주일 - 민규동

### 남우주연상
- 왕의 남자 - 감우성 수상
- 태풍 - 장동건
- 태풍 - 이정재
- 너는 내 운명 - 황정민
- 사생결단 - 류승범

### 여우주연상
- 너는 내 운명 - 전도연 수상
- 친절한 금자씨 - 이영애
- 데이지 - 전지현
- 청연 - 장진영
- 분홍신 - 김혜수

### 남우조연상
- 왕의 남자 - 유해진 수상
- 형사 Duelist - 안성기
- 웰컴 투 동막골 - 임하룡
- 강력3반 - 장항선
- 간 큰 가족 - 신구

### 여우조연상
- 웰컴 투 동막골 - 강혜정 수상
- 너는 내 운명 - 나문희
- 사랑을 놓치다 - 이휘향
- 왕의 남자 - 강성연
- 가문의 위기 - 가문의 영광 2 - 김수미

### 신인남자배우상
- 왕의 남자 - 이준기 수상
- 강력3반 - 김민준
- 가문의 위기 - 가문의 영광 2 - 탁재훈
- 친절한 금자씨 - 김시후
- 내 생애 가장 아름다운 일주일 - 정경호

### 신인여자배우상
- 사생결단 - 추자현 수상
- 태풍태양 - 조이진
- 청연 - 한지민
- 내 생애 가장 아름다운 일주일 - 김유정
- 파랑주의보 - 송혜교

### 신인감독상
- 연애의 목적 - 한재림 수상
- 음란서생 - 김대우
- 웰컴 투 동막골 - 배종
- 강력3반 - 손희창
- 나의 결혼 원정기 - 황병국

### 촬영상
- 왕의 남자 - 지길웅 수상
- 형사 Duelist - 황기석
- 태풍 - 홍경표
- 홀리데이 - 신옥현
- 청연 - 윤홍식

### 편집상
- 사생결단 - 김상범 수상
- 태풍 - 박광일
- 형사 Duelist - 고인표
- 왕의 남자 - 김상범
- 박수칠 때 떠나라 - 김상범

### 조명상
- 태풍 - 유영종 수상
- 형사 Duelist - 신경만
- 홀리데이 - 이성환
- 왕의 남자 - 한기업
- 청연 - 최석재

### 음악상
- 청연 - 미하엘 슈타우다허 수상
- 태풍 - 김형석
- 왕의 남자 - 이병우
- 웰컴 투 동막골 - 히사이시 조
- 데이지 - 우메바야시 시게루

### 의상상
- 음란서생 - 정경희 수상
- 왕의 남자 - 심현섭
- 무영검 - 김민희
- 형사 Duelist - 정경희
- 청연 - 권유진

### 미술상
- 형사 Duelist - 이형주 외 수상
- 태풍 - 전인한
- 왕의 남자 - 강승용
- 음란서생 - 조근현
- 청연 - 타케우치 코이치

### 기획상
- 너는 내 운명 - 오정완 외 수상
- 웰컴 투 동막골 - 필름있수다
- 왕의 남자 - (주)이글픽쳐스
- 태풍 - 이성찬
- 친절한 금자씨 - 박찬욱

### 영상기술상
- 태풍 - 강종익 외 수상
- 청연 - 이서진 외
- 흡혈형사 나도열 - 오충영 외
- 웰컴 투 동막골 - 조이석 외
- 형사 Duelist - 황한규 외

### 음향기술상
- 청연 - 은희수 외 수상
- 왕의 남자 - 김탄영 외
- 태풍 - 정광호 외
- 데이지 - 이태규 외
- 웰컴 투 동막골 - 이충환 외

### 한국영화공로상
- 이경자 수상

### 남자인기상
- 왕의 남자 - 이준기 수상

### 여자인기상
- 왕의 남자 - 강성연 수상

### 해외인기상
- 왕의 남자 - 이준기 수상
- 친절한 금자씨 - 이영애 수상

### 데뷔 50주년 기념상
- 안성기 수상